# Skupenské teplo kondenzace
Skupenské teplo kondenzace (též skupenské teplo zkapalnění) je teplo, které odevzdá plyn při skupenském přechodu na kapalinu během kondenzace (zkapalnění). Velikost skupenského tepla kondenzace je pro stejnou látku stejná jako velikost skupenského tepla varu. Teplo, které přijme 1 kilogram látky nazýváme měrné skupenské teplo kondenzace.

## Označení
- Značka: Lv
- Základní fyzikální jednotka: joule, zkratka J
- Další jednotky: kilojoule kJ, megajoule MJ

## Výpočet
Hodnotu skupenského tepla kondenzace je možné zjistit ze vztahu
{\displaystyle L_{v}=ml_{v}\,},
kde m je hmotnost a lv je měrné skupenské teplo kondenzace, které má stejnou hodnotu jako skupenské teplo varu.